# 奥伊滕
奥伊滕（德語：Oyten，發音：[ˈɔʏtn̩]）是德国下萨克森州费尔登县的市镇，面积63.43平方千米，2023年12月31日人口为16,420人。